# Peggy Whitson
Peggy Annette Whitson (Mount Ayr, 9 de fevereiro de 1960) é uma ex-astronauta da NASA e bioquímica dos Estados Unidos, veterana de três missões espaciais de longa duração em órbita. Foi a primeira mulher a comandar uma missão na Estação Espacial Internacional, a Expedição 16 em 2007, a primeira a comandar duas missões na ISS, a Expedição 51 em 2017 e a mulher mais velha ao ir ao espaço, título que conquistou em 2016 aos 56 anos, como tripulante na espaçonave russa Soyuz MS-03. Ela também é o astronauta da NASA, homem ou mulher, que passou mais tempo no espaço, num total de 665 dias. Aposentou-se da NASA em junho de 2018.

## Carreira
Formada em biologia e química no Iowa Wesleyan College e graduada em bioquímica pela Universidade Rice, Peggy começou a trabalhar no Centro Espacial Lyndon B. Johnson, em Houston, em 1988, como pesquisadora associada. Nos anos 1990, trabalhou como cientista projetista do programa conjunto russo-americano Mir-Ônibus Espacial e, até sua seleção para treinamento como astronauta, como sub-chefe da divisão de ciências médicas do Centro Espacial Johnson. Em agosto de 1996 ela começou os dois anos de treinamento para astronauta da NASA e após a conclusão do curso foi designada para  funções no Departamento de Planejamento de Operações para Astronautas, servindo depois como líder da equipe de astronautas de apoio na Cidade das Estrelas, Rússia, de 1998 a 1999.
Em junho de 2002, Whitson foi ao espaço pela primeira vez a bordo da nave Endeavour na missão STS-111 à Estação Espacial Internacional, onde passou seis meses como integrante da Expedição 5 e realizou caminhadas espaciais num total de mais de quatro horas, para instalar um escudo protetor contra micrometeoritos numa das seções russas da ISS, além de diversos experimentos científicos em microgravidade.

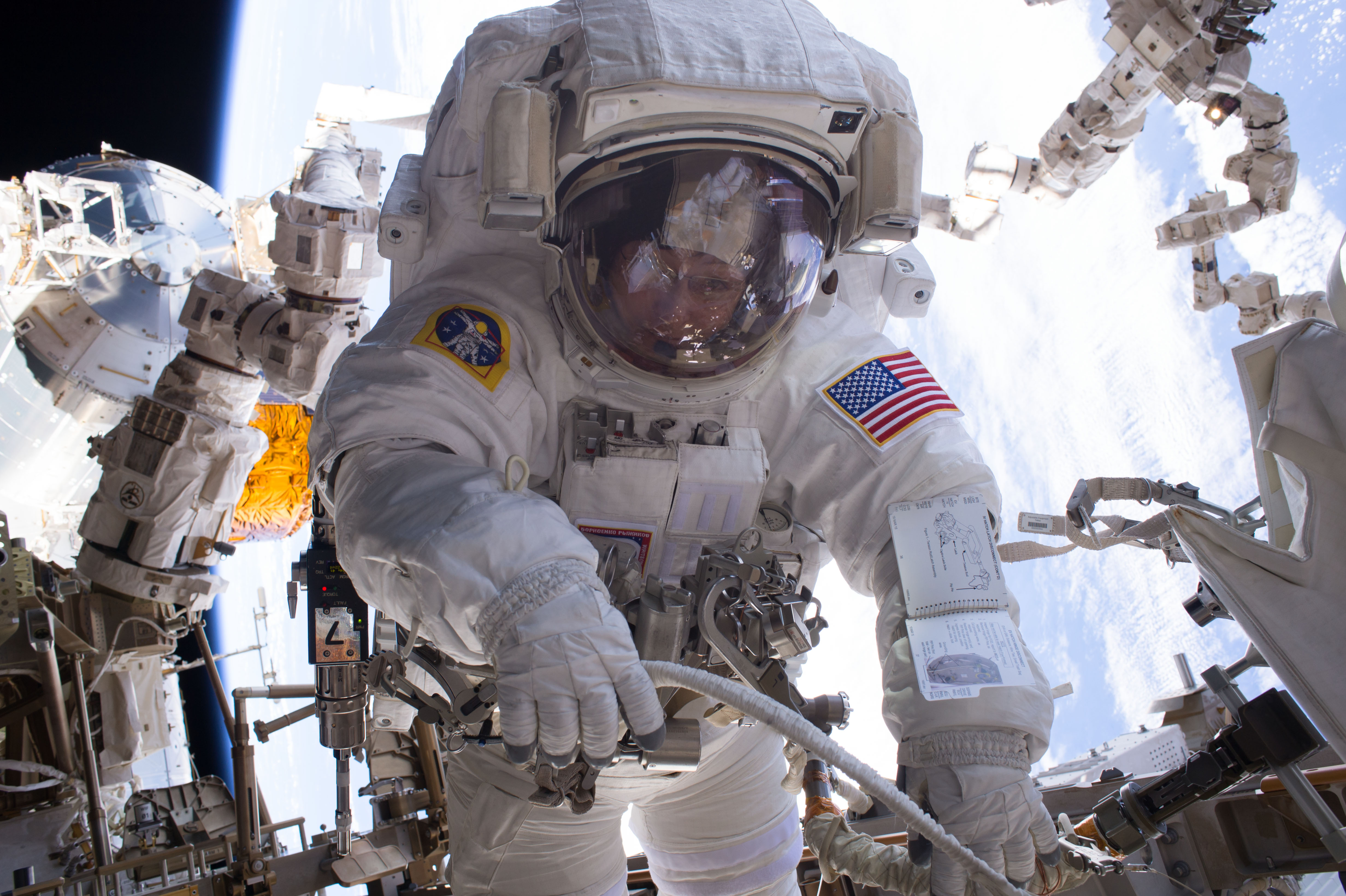
Whitson durante caminhada espacial na Expedição 50.

Após atuar como comandante-substituta da Expedição 14 entre novembro de 2005 e setembro de 2006,  ela voltou pela segunda vez à órbita em 10 outubro de 2007 como tripulante da nave russa Soyuz TMA-11, para comandar a Expedição 16, que passou seis meses na ISS, se tornando a primeira mulher a comandar uma equipe em missão na estação permanente em órbita da Terra. Ao encerramento desta missão, Peggy acumulou um total de 377 dias no espaço, em duas temporadas na ISS, sendo então a mulher que mais tempo passou fora da Terra.
Em 17 de novembro de 2016, aos 56 anos, ela iniciou sua terceira missão espacial voando até a ISS como tripulante da Soyuz MS-03, com o cosmonauta russo Oleg Novitskiy e o astronauta francês Thomas Pesquet, passando a integrar a Expedição 50, sendo então a mulher mais velha a ir ao espaço. Em 10 de abril de 2017 ela assumiu o comando da Expedição 51, tornando-se a primeira mulher a comandar duas missões na estação espacial. Durante esta missão, ela também tornou-se o astronauta norte-americano de ambos os sexos a passar mais horas cumulativas em órbita, num total de 534 dias, ultrapassando o astronauta Jeffrey Williams.
Escalada para retornar ao fim da Expedição 51 com Novitskiy e Pesquet, ela continuou em órbita depois de uma decisão temporária da Roscosmos de diminuir o número de russos na estação, o que fez com que a Soyuz MS-04, lançada em  abril de 2017, transportasse apenas dois astronautas, deixando um lugar vago no retorno para Whitson. Por causa disso, em 1 de junho ela entregou o comando da Expedição 52 ao cosmonauta russo Fyodor Yurchikhin mas continuou a participar desta missão, que se iniciou no dia seguinte com o desacoplamento da Soyuz MS-03, acumulando três expedições consecutivas. Retornou finalmente em 3 de setembro de 2017 depois de 289 dias contínuos no espaço.
Whitson também possui o recorde de caminhadas espaciais por uma mulher, num total de dez, com 60 horas acumuladas fora da estação.
No dia 15 de junho de 2018, Whitson anunciou sua aposentadora da NASA, com efetividade imediata. Ela depois virou uma consultora para a Axiom Space e foi selecionada para comandar a Axiom Mission 2.

## Reconhecimento
É uma das 100 Mulheres da lista da BBC de 2017.